# Vydra africká
Vydra africká (Aonyx capensis) je druh vydry žijící v subsaharské Africe. Má poměrně mohutné tělo, svými až 21 kg váhy je druhou největší známou sladkovodní vydrou. Její tlapy postrádají drápy a na zadním páru nohou se jí vyvinuly částečné plovací blány. Živí se především kraby a rybami. Podle norem IUCN je vedena jako téměř ohrožená.

## Taxonomické zařazení
Vydra africká patří do čeledi lasicovitých šelem do rodu Aonyx, do kterého náleží ještě středoafrická vydra konžská (Aonyx congica) a asijská vydra malá (Aonyx cinerea). Taxonomie však není zcela jasná a vydra asijská je někdy zařazována do rodu Amblonyx.

### Poddruhy
- Aonyx capensis capensis (Schinz, 1821)
- Aonyx capensis hindei (Thomas, 1905)
- Aonyx capensis meneleki (Thomas, 1903)
- Aonyx capensis congica (vydra konžská) (Lönnberg, 1910)
- Aonyx capensis microdon (vydra africká malozubá) (Pohle, 1920)[3]
- Aonyx capensis philippsi (vydra africká tmavouchá) (Hinton, 1921)[3]

## Popis

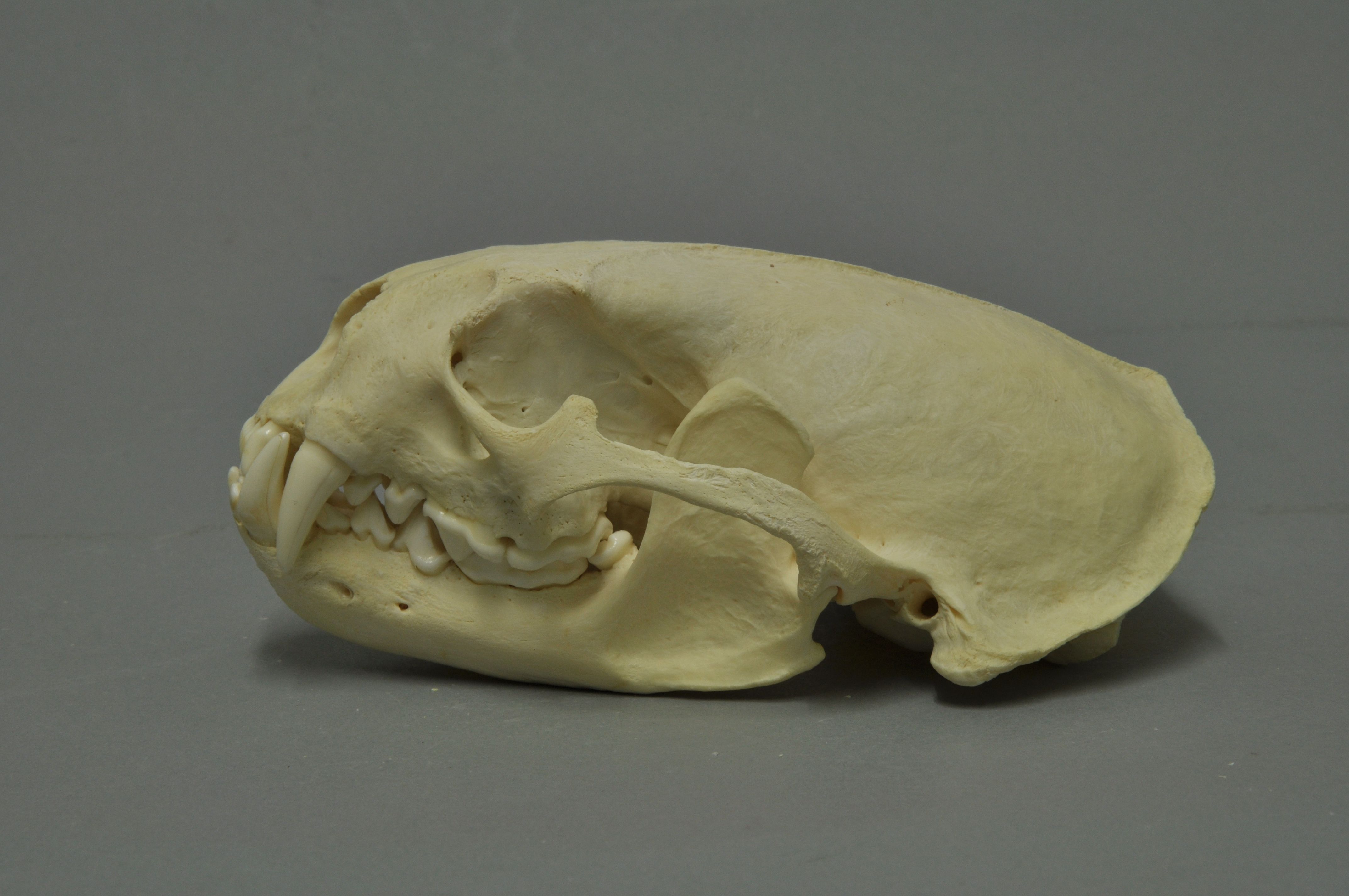
Lebka vydry africké, na níž jsou patrné velké stoličky.

Vydra africká je třetí největší žijící vydrou. Větší jsou pouze vydra mořská a vydra obrovská. Tělo má mohutné se silným ocasem. Celková délka může být až 1,4 metru, ale obvykle se pohybuje mezi 1,2–1,3 metru. Hmotnost nejčastěji osciluje mezi 12–18 kg, někdy může přesáhnout až 20 kg. Hlava je masivní s relativně velkým mozkem. Mezi charakteristické znaky patří jejich tlapy, které jsou bez drápů (kromě 2. až 4. prstu na zadních končetinách) a s malými plovacími blanami na zadních nohách. Kožešina je hustá a lesklá se světlou (krémová až bílá) náprsenkou, zbytek mívá různé odstíny hnědé.

## Biotop a rozšíření

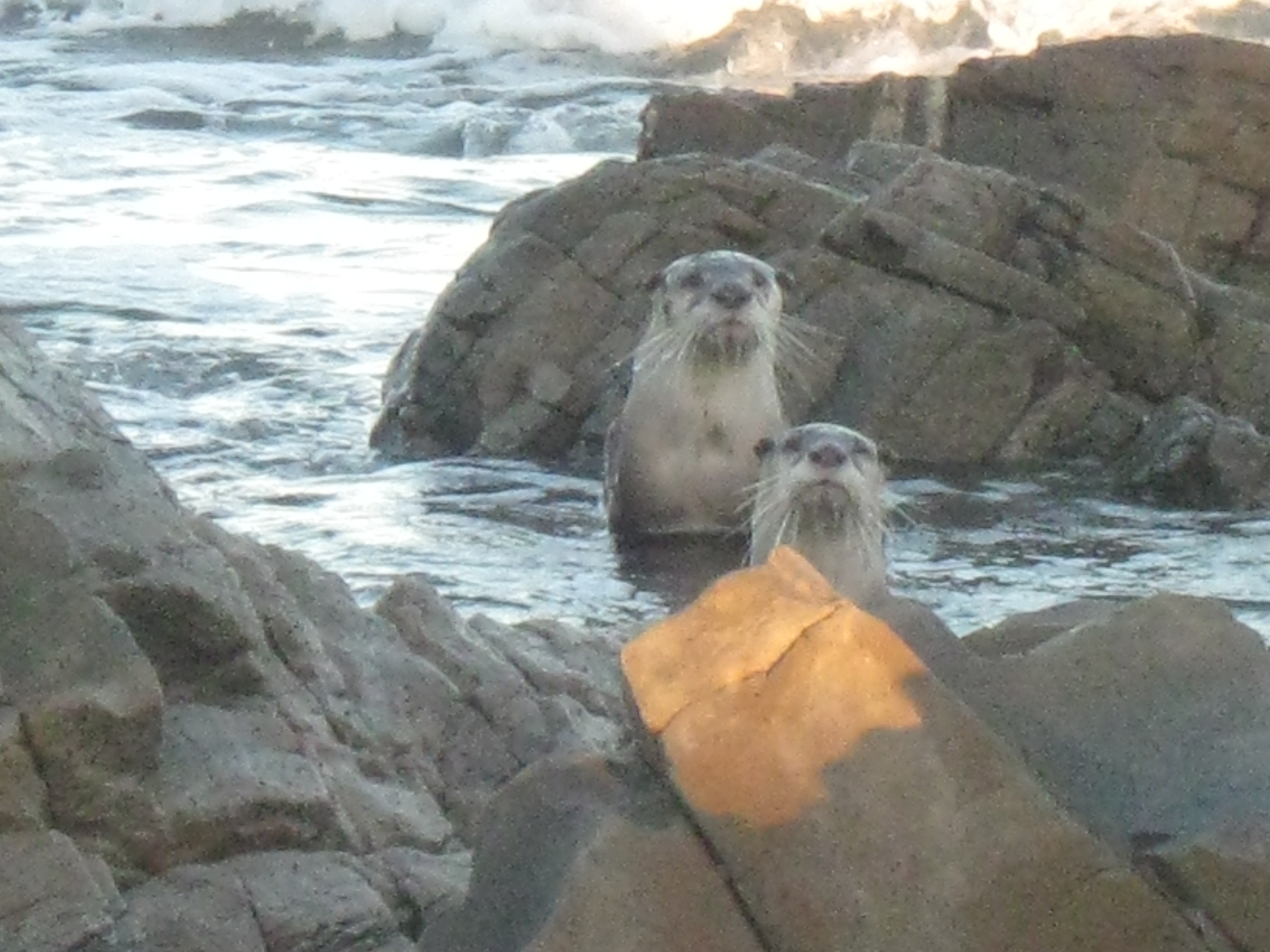
Kromě sladkovodních biotopů obývají vydry africké i mořská pobřeží.

Africké vydry se nejčastěji vyskytují v oblastech kolem trvalých vodních ploch, poblíž říčních systémů od nížin až po nadmořskou výšku 3 000 metrů (některé zdroje udávají pouze 1 200). Jsou rozšířeny téměř v celé subsaharské Africe, kromě oblasti v povodí řeky Kongo, chybí rovněž v Kalahari a v Namibské poušti a v zemích Afrického rohu. Preferují mělčí sladkou vodu, i když některé populace žijí i při mořském pobřeží. V tom případě ale musejí mít přístup k ústím řek. Mohou se vyskytovat i v mangrovových porostech.

## Biologie

### Chování
Vydra africká obvykle žije osamoceně nebo v malých rodinných skupinách. Aktivní je především za šera, během dne obvykle odpočívá v doupěti. Velikost jejího teritoria se může velmi lišit, záleží na místních podmínkách. Rozloha se pohybuje od 5 do 1 000 ha. Území si označuje trusem a pachovými značkami. S ostatními jedinci svého druhu komunikuje pestrou škálou zvuků od hvízdání, přes vrčení, kňučení a sténání, po „hahání“ a mňoukání.

### Potrava
Je adaptována na chytání a požírání vodních živočichů. Její tlapy sice nemají drápy, ale díky hrubé kůži dokáží udržet kluzkou potravu. Zuby jsou přizpůsobeny k uchopení a rozlousknutí krabích schránek a rybích těl. Délka ponoru při lovu je 6–49 sekund. Ocas jí slouží jako kormidlo, zadní nohy jako pádla. Kraby a jiné pomalejší tvory chytá předními prackami, ryby většinou přímo do tlamy. Sladkovodní krabi tvoří 42–65 % potravy této šelmy. Další důležitou kořistí jsou ryby, žáby a hmyz. Ve slaných pobřežních vodách naopak v potravě převažují ryby, následované kraby, humry a chobotnicemi. V malé míře napadá i vodní ptactvo. Suchozemských živočichů si nevšímá.

### Rozmnožování

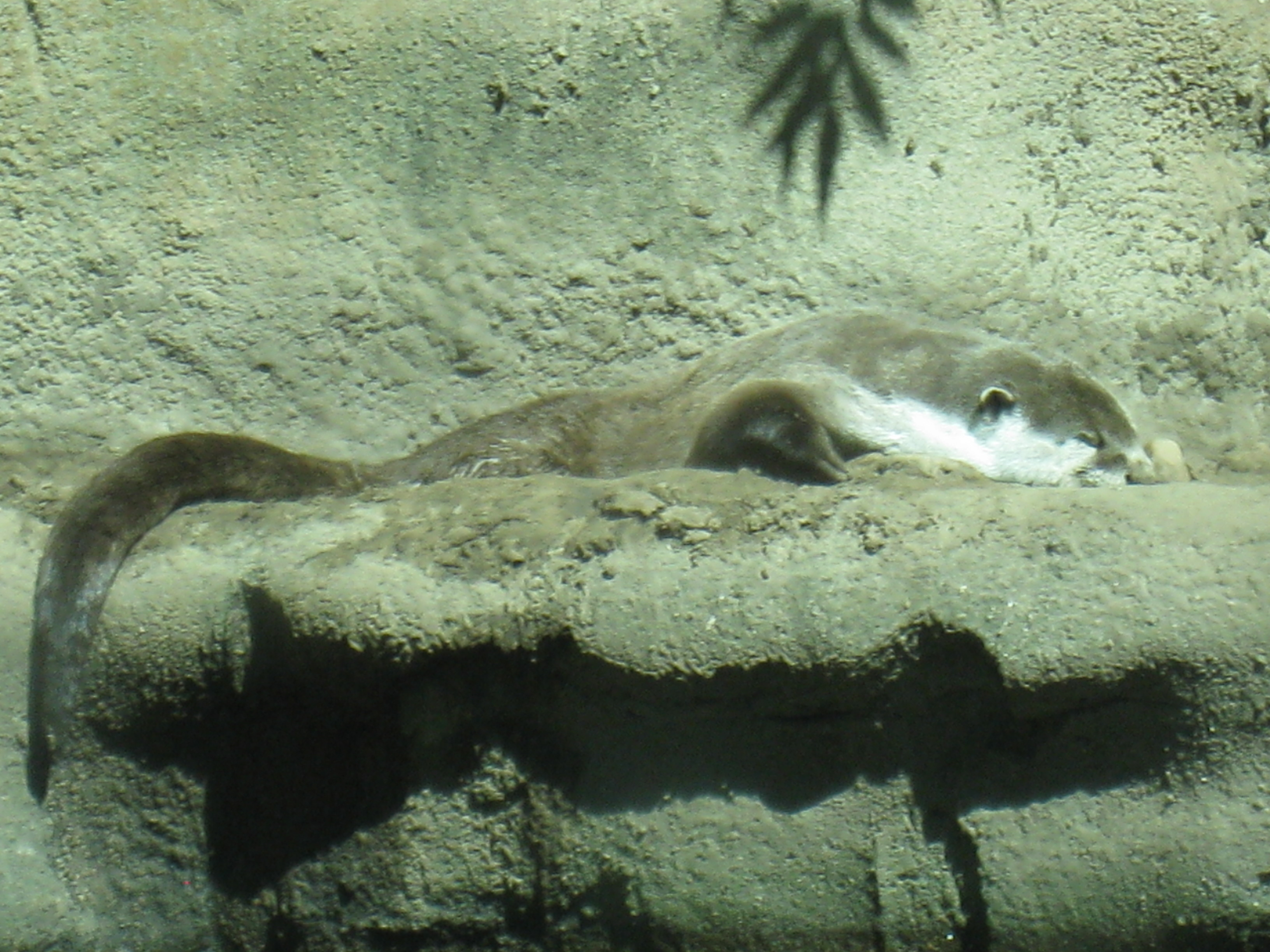
Vydra africká během odpočinku (ZOO Toledo, Ohio, USA)

Páření probíhá obvykle v prosinci, ale nejde o striktní pravidlo. Březost trvá 63 dní. Počet mláďat v jednom vrhu je 1–3 (výjimečně až 5). Prvních 16–30 dní jsou slepá a zůstávají v doupěti. Zhruba po 1,5–2 měsících jsou odstavena. Osamostatňují se přibližně po 1 roce, kdy zároveň pohlavně dospívají. V přírodě se dožívá 10–12 let, v zajetí až 15.

### Predace, paraziti
Vydry africké se mohou stát kořistí krokodýlů nilských. Mladé jedince občas chytne orel jasnohlasý. Další přirozené nepřátele nemají, jen výjimečně je může usmrtit nějaká větší suchozemská šelma, jako je lev či levhart.
Vydra africká je hostitelem některých druhů endoparazitů jako jsou Baschkirovitrema incrassatum, Clinostomum pyriforme, Prudhoella rhodesiensis, Cloeoascaris spinicollis. Ektoparazité u ní nebyly doposud zaznamenáni.

## Hrozby
Hlavním nebezpečí pro vydru africkou je zhoršování kvality vodních ekosystémů na většině míst její existence nebo jejich úplná ztráta v důsledku meliorací a dalších lidských aktivit. Lidé je také loví kvůli kožešině, případně kvůli tomu, že je považují za škůdce, kteří snižují stavy ryb a zabíjejí vodní drůbež.